# هاري فرانسيس كيلي
وهو سياسي أمريكي ينتمي إلى الحزب الجمهوري ولد هاري فرانسيس كيلي في 19 نيسان - ابريل من سنة 1895 شغل هاري فرانسيس كيلي منصب حاكم ولاية ميتشيغان الأمريكية ما بين الأعوام 1943 إلى عام 1947 توفي هاري فرانسيس كيلي في 8 شباط - فبراير من سنة 1971.